# Corhampton and Meonstoke
Corhampton and Meonstoke est une paroisse civile du Hampshire, en Angleterre.